# P-märke
P-märket är en svensk kvalitetssymbol som garanterar att produkten som bär märket minst uppfyller de kvalitetskrav som finns uppställda av EU, i Sverige och branschens egna eventuella krav. P-märket är inte obligatoriskt.

## Märkets utförande
P-märket liknar ett stiliserat P med en liten, trespetsig krona ovanför (se länk nedan).

## P-märkning
Sveriges Tekniska Forskningsinstitut (SP) utfärdar certifikat som ger rätt att använda P-märket.